# محمود دولت آبادي
محمود دولت‌آبادی (بالفارسية: محمود دولت‌آبادی) من مواليد 1940 في إيران. هو كاتب وروائي إيراني شَهير.

## أعماله
- کلیدر
- جای خالی سلوچ
- سلوک

كان لمحمود دولت آبادي لقاء مطول مع جمشيد برزجر تحت عنوان «لقاء مع محمود دولت آبادي».